# Мемориальный зал послевоенной реконструкции города Сендай
Мемориальный зал послевоенной реконструкции города Сэндай (яп. 仙台市戦災復興記念館) — музей посвящён процессу восстановления города Сэндай после воздушного налета 1945 года.

## История и экспозиция музея
Воздушный налет на город Сэндай во время Тихоокеанской войны, произведённый авиацией США 10 июля 1945 года, привёл к массированным разрушениям и пожарам в городе. Многие исторические объекты были потеряны безвозвратно.
План послевоенного восстановления города был сформулирован в 1946 году. В 1961 году было завершено строительство, связанное с реконструкцией. В 1962 году была издана «Декларация о здоровом городе», в которой рассматривались проблемы загрязнения. В 1973 году был принят «Указ о создании лесной среды столицы». В 1974 году был принят «Указ об охране чистого потока реки Хиросе». Музей был открыт апреле 1981 года в память о восстановлении города после войны. Хотя содержание выставочного зала охватывает историю Сэндая от феодальной эпохи до наших дней, экспонаты в основном представлены в послевоенный период реконструкции города в период высокого экономического роста.
В музее расположена библиотека, в которой хранятся записи о бомбардировках города Сэндай и проектах его реконструкции, с целью создать полное представление о военном ущербе и возрождении города, которое может быть передано последующим поколениям.
Музей также играет роль «Культурного центра» района Аоба и с этой целью имеет концертный зал и конференц-зал.